# Rhapsa scotosialis
Rhapsa scotosialis är en fjärilsart som beskrevs av Walker 1865. Rhapsa scotosialis ingår i släktet Rhapsa och familjen nattflyn. Inga underarter finns listade.